# Britse Salomonseilanden
De Britse Salomonseilanden (Engels: British Solomon Islands), ook wel de Britse Solomonseilanden, is het voormalige Britse protectoraat over de Salomonseilanden. Het protectoraat werd in 1893 uitgeroepen over de zuidelijke Salomonseilanden. De Noordelijke Salomonseilanden behoorden aanvankelijk tot Duits-Nieuw-Guinea, maar in 1900 werden deze eilanden overgedragen aan de Britten in ruil voor erkenning van de Duitse claim op Samoa (het Verdrag van Samoa). In juli 1942 landden de Japanners op het eiland Guadalcanal, waarna een bittere strijd van zes maanden met de VS volgde, de Slag om Guadalcanal. Meer dan 24.000 soldaten kwamen om en de Japanners moesten zich noordwaarts terugtrekken. In 1978 werden de Salomonseilanden onafhankelijk.